# Joris De Jonghe
Joris De Jonghe is kanunnik in het bisdom Gent, waar hij tevens vicaris-generaal is. Hij is bevoegd voor administratieve en juridische zaken en voor het kerkelijk patrimonium. Bovendien is hij officiaal en verantwoordelijk voor de dienst kerkfabrieken.
Sinds 30 juni 2025 leidt hij als diocesaan administrator het bisdom Gent, na het aanvaarde ontslag van bisschop Lode Van Hecke.